# Melolontha japonica
Melolontha japonica är en skalbaggsart som beskrevs av Hermann Burmeister 1855. Melolontha japonica ingår i släktet Melolontha och familjen Melolonthidae. Inga underarter finns listade i Catalogue of Life.